# Le Torquesne
Le Torquesne (lə tɔʁ.kɛnⓘ) es una población y comuna francesa, situada en la región de Baja Normandía, departamento de Calvados, en el distrito de Lisieux y cantón de Blangy-le-Château.

## Demografía
| 216 | 204 | 155 | 205 | 245 | 301 |
| Para los censos de 1962 a 1999 la población legal corresponde a la población sin duplicidades (Fuente: INSEE [Consultar]) |     |     |     |     |     |